# Picard
Picard，全名为Picard Surgelés，是法国一家的冷冻品零售商，其总部位于枫丹白露。

## 历史
1906年，法国捷克裔商人Bajante兄弟在其所在的枫丹白露开设了一家名为枫丹白露冰川（Les Glacières de Fontainebleau）的冷冻品工厂，主要生产制作冷冻面包制品。1920年，法国商业家族皮卡尔收购了枫丹白露冰川并将其更名为“皮卡尔工厂”（Les Établissements Picard）。1962年，雷蒙·皮卡尔继承了其家族工厂并将其商业化发展。1974年，皮卡尔工厂直营的首家Picard商店在巴黎市中心的罗马街开业。此后Picard的加盟门店越来越多，至2018年时已超过1,000家。
Picard在法国以外的欧洲部分国家亦有门店分布。

## 运营特点
Picard的主要经营范围为各类速冻及冷藏食品，其商场内仅设有几排冰柜，冰柜间的通道呈单一走廊状，一般首尾不互通。

## 规模
截至2023年10月，Picard在法国境内共有1,139家商场。在法兰西岛，Picard店铺多分布于城市核心区域内；而在外省，Picard则多以独立建筑的形式分布于城市边缘的商业区。

## 丑闻
在2013年欧洲马肉冒充牛肉事件中，Picard因参与生产及销售相关食品而受到牵连。